# Christina Lutter
Christina Lutter (* 17. September 1970 in Wien) ist eine österreichische Historikerin. Sie lehrt als Professorin am Institut für Geschichte der Universität Wien.

## Leben und Werk
Christina Lutter studierte von 1989 bis 1992 Geschichte an der Universität Wien und absolvierte die postgraduale Ausbildung am Institut für Österreichische Geschichtsforschung (1992–1995). Im Jahr 1997 wurde sie promoviert mit einer Arbeit zu politischer Kommunikation in der Frühen Neuzeit am Beispiel der diplomatischen Beziehungen zwischen der Republik Venedig und König Maximilian I. Die Habilitation zur Universitätsdozentin für mittelalterliche Geschichte folgte im Jahr 2004 mit einer geschlechtergeschichtlichen Arbeit zu monastischen Reformgemeinschaften im 12. Jahrhundert, für die sie unter anderem mit dem Carl-Erdmann-Preis des Verbandes der Historiker und Historikerinnen Deutschlands und dem Michael-Mitterauer-Preis ausgezeichnet wurde.
Von 1994 bis 2007 war sie im österreichischen Bundesministerium für Wissenschaft und Forschung zunächst als Koordinatorin der Forschungsprogramme Geistes-, Sozial- und Kulturwissenschaften sowie als stellvertretende (ab 2003) und interimistische (2007) Leiterin der Abteilung Gesellschaftswissenschaften tätig. Zwischen 1998 und 2008 hatte sie Lehraufträge und Gastprofessuren an den Universitäten Wien, Linz und Klagenfurt, an der Humboldt-Universität und der Freien Universität Berlin sowie in Lüneburg inne. Seit 2008 lehrt Christina Lutter als Professorin österreichische Geschichte sowie Kultur- und Geschlechtergeschichte an der Universität Wien.
Seit 2015 ist sie wirkliches Mitglied der Österreichischen Akademie der Wissenschaften (ÖAW) sowie seit 2017 Hauptmitglied des Rates der ÖAW. Daneben ist sie als wissenschaftliche Beirätin und Gutachterin in zahlreichen nationalen und internationalen Gremien und Programmen tätig. Sie ist Herausgeberin der Reihe Cultural Studies im Löcker-Verlag und Autorin des gleichnamigen Einführungsbandes, Mitherausgeberin der Zeitschrift für Kulturwissenschaften, war bis 2018 Board Member des Journals Cultural Studies, und ist Executive Board Member des Internationalen Forschungszentrum Kulturwissenschaften (IFK).
Ihre Forschungsschwerpunkte liegen in den Bereichen der Kultur- und Geschlechtergeschichte des Mittelalters, mit besonderem Fokus auf Formen des Zusammenlebens in Gemeinschaften zwischen monastischen, städtischen und höfischen Räumen. Seit 2011 ist sie in dem vom FWF geförderten Spezialforschungsbereich Visions of Community zu sozialen und kulturellen Gemeinschaften in Mitteleuropa leitend tätig.

## Schriften (Auswahl)
Editionen
- mit Julia Burkhardt:  Ich, Helene Kottannerin. Die Kammerfrau, die Ungarns Krone stahl, Darmstadt 2023, ISBN 978-3-8062-4567-7, S. 13–56.

Monographien
- mit Elisabeth Gruber und Oliver Jens Schmitt: Kulturgeschichte der Überlieferung im Mittelalter. Quellen und Methoden zur Geschichte Mittel- und Südosteuropas. Böhlau UTB, Wien u. a. 2017, ISBN 978-3-8252-4554-2.
- Zwischen Hof und Kloster. Kulturelle Gemeinschaften im mittelalterlichen Österreich (= Stabwechsel. Bd. 2). Böhlau, Wien 2010, ISBN 978-3-205-78574-3.
- mit Markus Reisenleitner: Cultural studies. Eine Einführung, 6., überarbeitete Auflage. Turia + Kant, Wien 2008, ISBN 978-3-205-78574-3.
- Geschlecht & Wissen, Norm & Praxis, Lesen & Schreiben. Monastische Reformgemeinschaften im 12. Jahrhundert (= Veröffentlichungen des Instituts für Österreichische Geschichtsforschung. Bd. 43). Wien u. a. 2005, ISBN 3-486-57823-5.[2]
- mit Christopher Laferl: Die Korrespondenz Ferdinands I. Familienkorrespondenz 1534. Edition (= Veröffentlichungen der Kommission für Neuere Geschichte Österreichs. Bd. 90). Böhlau, Wien 2000, ISBN 3-205-99172-9.
- Politische Kommunikation an der Wende vom Mittelalter zur Neuzeit. Die diplomatischen Beziehungen zwischen der Republik Venedig und Maximilian I. (1495–1508) (= Veröffentlichungen des Instituts für Österreichische Geschichtsforschung. Bd. 34). Oldenbourg, Wien 1998, ISBN 978-3-7029-0439-5.

Herausgeberschaften
- mit Eirik Hovden und Walter Pohl: Meanings of Community across Eurasia (= Visions of Community. Bd. 1). Brill, Leiden 2016, ISBN 978-90-04-31197-8.
- mit Andre Gingrich: Visions of Community. Comparative Approaches to Medieval Forms of Identity in Europe and Asia (= History and Anthropology. Thematic Journal Issue. Bd. 26/1), Routledge, London u. a. 2015, ISSN 1477-2612 (online).
- mit Helmut Lethen und Birgit Wagner: Übersetzungen (= Zeitschrift für Kulturwissenschaften 2/2012). Transcript, Bielefeld 2012, ISSN 9783-9331.
- Funktionsräume, Wahrnehmungsräume, Gefühlsräume. Mittelalterliche Lebensformen zwischen Kloster und Hof (= Veröffentlichungen des Instituts für Österreichische Geschichtsforschung. Bd. 59). Böhlau, Wien 2011, ISBN 978-3-205-78663-4.
- mit Daniela Hammer-Tugendhat: Emotionen (= Zeitschrift für Kulturwissenschaften. Bd. 2/2010). Transcript, Bielefeld 2010, ISBN 978-3-8376-1578-4.
- mit Margit Szöllösi-Janze und Heidemarie Uhl: Kulturgeschichte. Fragestellungen, Konzepte, Annäherungen (= Querschnitte. Bd. 15). Studienverlag, Innsbruck 2004, ISBN 3-7065-4024-X.
- mit Andrea Griesebner: Die Macht der Kategorien. Perspektiven historischer Geschlechterforschung (= Wiener Schriften zur Geschichte der Neuzeit. Bd. 4). Studienverlag, Innsbruck 2002, ISSN 1681-701X.
- mit Lutz Musner und Gotthart Wunberg: Cultural Turn. Zur Geschichte der Kulturwissenschaften. Turia + Kant, Wien 2001, ISBN 3-85132-277-0.